# Lien Chen-ling
Lien Chen-ling (chinesisch 連珍羚, Pinyin Lián Zhēn Líng; * 31. Januar 1988 in Taipeh) ist eine taiwanische Judoka. Sie gewann zwei Bronzemedaillen bei Asienspielen. Bei Asienmeisterschaften erkämpfte sie zweimal Silber und dreimal Bronze.

## Sportliche Karriere
Die 1,68 m große Lien Chen-ling tritt im Leichtgewicht an, der Gewichtsklasse bis 57 Kilogramm. 2005 und 2007 gewann sie jeweils eine Bronzemedaille bei den U20-Asienmeisterschaften. 2008 erreichte sie den dritten Platz bei den in Taipeh ausgetragenen Ostasienmeisterschaften. 2009 war sie Fünfte der Asienmeisterschaften, Siebte der Weltmeisterschaften und Dritte der Südostasienmeisterschaften. 2010 bei den Asienspielen in Guangzhou erkämpfte sie eine Bronzemedaille. Im Jahr darauf wurde sie Dritte der Asienmeisterschaften. Bei der Sommer-Universiade 2011 belegte sie den fünften Platz. Bei den Asienmeisterschaften 2012 erreichte sie das Finale und erhielt die Silbermedaille hinter der Japanerin Anzu Yamamoto.
2013 gewann Lien Chen-ling eine Bronzemedaille bei der Universiade in Kasan. Im Jahr darauf schied sie im Achtelfinale der Weltmeisterschaften gegen die Schweizerin Fabienne Kocher aus. Einen Monat später belegte sie den fünften Platz bei den Asienspielen 2014 in Incheon. 2015 erhielt sie hinter der Japanerin Momo Tamaoki die Silbermedaille bei den Asienmeisterschaften. Im Jahr darauf erkämpfte sie eine Bronzemedaille. Bei den Olympischen Spielen in Rio de Janeiro unterlag sie im Viertelfinale der Rumänin Corina Căprioriu. Nach einem Sieg über die Ungarin Hedvig Karakas verlor sie den Kampf um eine Bronzemedaille gegen die Japanerin Kaori Matsumoto.
Anfang 2017 gewann Lien Chen-ling das Grand-Slam-Turnier in Baku. Zweieinhalb Monate später erkämpfte sie eine Bronzemedaille bei den Asienmeisterschaften. Bei den Weltmeisterschaften in Budapest verlor sie im Viertelfinale gegen die Japanerin Tsukasa Yoshida und belegte den siebten Platz. 2018 gewann sie eine Bronzemedaille bei den Asienspielen in Jakarta. 2019 erreichte sie das Finale beim Grand Slam in Osaka und verlor gegen Momo Takaoki. 2021 trafen die beiden im Finale des Grand Slams in Taschkent erneut aufeinander und wieder gewann die Japanerin. Bei den Olympischen Spielen in Tokio schied Lien Chen-ling in ihrem Auftaktkampf gegen die Slowenin Kaja Kajzer aus. Bei den 2023 ausgetragenen Asienspielen 2022 in Hangzhou gewann sie nach einem Finalsieg gegen Momo Tamaoki die Goldmedaille.
Lien Chen-ling lebt und trainiert in Japan.